# Basinfirefest
Basinfirefest je multižánrový hudební festival, který byl od svého vzniku – v roce 2003 – pořádán ve Spáleném Poříčí na Plzeňsku. Vystupují zde převážně české rockové a metalové kapely, ale noční program bývá složen hlavně ze zahraničních kapel. Celkem jich každý rok zahraje asi 70. Na festivalu se nachází dvě velká podia a jedno menší v jednom z pivních stanů, kde hrají kapely ze soutěže Skutečná liga. V roce 2011 festival navštívilo zhruba šest tisíc návštěvníků. V roce 2017 se konal "poslední" ročník festivalu. 23. 1. 2018 pořadatel na oficiálním facebookovém profilu festivalu oznámil, že z důvodu pracovního vytížení a nedostatku času další ročník letního festivalu nebude. Po dvouleté pauze v r. 2019 byl festival obnoven, zasáhl ho ale dvouletý koronavirový odklad. Roku 2022 se západočeský Basinfirefest naplno navrací k životu a jeho 16. ročník se bude konat ve Spáleném Poříčí ve dnech 23.-26. 6. 2022.

## Ročníky[1]
- 1. ročník – 12. července 2003: Destruction, Turbo, Arakain, Citron…
- 2. ročník – 10. července 2004: Arakain, Törr, Škwor, Doga, Salamandra, Debustrol, Aleš Brichta Band…
- 3. ročník – 1. – 2. července 2005: Pro-Pain, Arakain, Alkehol, Debustrol, Törr, Iné Kafe…
- 4. ročník – 30. června – 1. července 2006: Clawfinger, Doro, Holy Moses, Brainstorm, Olympic, Arakain, Petr Kolář…
- 5. ročník – 29. června – 1. července 2007: Kreator, W.A.S.P., Waltari, Mnemic, The Quill…
- 6. ročník – 27. – 29. června 2008: Kabát, Primal Fear, Paul Di'Anno, Communic, Nightmare, Queensrÿche…
- 7. ročník – 3. – 5. července 2009: Vader, Sabaton, Blaze Bayley, Sonic Syndicate, One Way Mirror, Symphonity, Dagoba, Wizard, Raintime, Deja-vu, Pražský Výběr, Alice & Dan Bárta, Antigona…
- 8. ročník – 2. – 4. července 2010: Testament, Venom, Dream Evil, Ektomorf, Black Majesty, Dope Stars Inc., Thunderolt…
- 9. ročník – 1. – 3. července 2011: Paradise Lost, Ill Niňo, Sodom, Freedom Call, Firewind, Deadlock, Neonfly, Skarface, Manimal, Dreamshade, Lord of the Lost, Hell in the Club, Latexxx Teens, Vita Imana…
- 10. ročník – 29. června – 1. července 2012: Children of Bodom, Lacuna Coil, Apocalyptica, Cannibal Corpse, Destruction, Smash Hit Combo, Mercenary, Debauchery, Crashdïet, Thornafire, Wolfchant…
- 11. ročník – 28. – 30. června 2013: Within Temptation, Pretty Maids, Soilwork, Hardcore Superstar, Exumer, Coal Chamber, Dark Tranquillity, Alpha Tiger, Van Canto…
- 12. ročník 2014
- 13. ročník 2015
- 14. ročník 2016
- 15. ročník 2017
- 16. ročník: 2020 (pro covid odloženo)
- 16. ročník: 2021 (pro covid odloženo)
- 16. ročník: 2022 – 23. – 26. června 2022: SAXON, SODOM, BLIND GUARDIAN, EPICA, HEILUNG, FROG LEAP, JINJER, MOONSPELL, OBSCURA, PRO-PAIN, ROTTING CHRIST, STEVE 'N' SEAGULLS, SUICIDE SILENCE, SYMPHONY X, TUBLATANKA, DEATH TO ALL, DOG EAT DOG ad.